# Bixbyit-(Mn)
Bixbyit-(Mn) (ehemals Bixbyit, nicht zu verwechseln mit der veralteten Handelsbezeichnung Bixbit für den Roten Beryll) ist ein selten vorkommendes Mineral aus der Mineralklasse der „Oxide und Hydroxide“ mit der idealisierten chemischen Zusammensetzung Mn2O3 und damit chemisch gesehen Mangan(III)-oxid.
Da natürlich gebildeter Bixbyit allerdings immer mit einem geringen Anteil Eisen zu finden ist, der Anteile des Mangans ersetzt, wird die Formel oft auch mit (Mn,Fe)2O3 angegeben. Seit Dezember 2021 sind allerdings Bixbyite mit einem Anteil von über 50 % Eisen als eigenständige Mineralart unter dem Namen Bixbyit-(Fe) und der Formel (Mn,Fe)2O3 anerkannt. „Bixbyit“ gilt entsprechend als allgemeine Bezeichnung für die Mischkristallreihe mit den Endgliedern Bixbyit-(Mn) und Bixbyit-(Fe), die auch den orthorhombischen Polytyp mit der Raumgruppe Pcab (Nr. 61, Stellung 2) umfasst.
Bixbyite kristallisieren im kubischen Kristallsystem und entwickeln meist kubische Kristalle und Kombinationen sowie Kristallzwillinge bis etwa sechs Zentimetern Größe, deren Flächen einen metallischen Glanz aufweisen. Daneben finden sich aber auch feinkörnige bis derbe Massen. Das Mineral ist in jeder Form undurchsichtig (opak) und von schwarzer Farbe mit einem bronzefarbenen Stich. Auch die Strichfarbe ist schwarz.

## Etymologie und Geschichte
Erstmals entdeckt wurde das Mineral durch den amerikanischen Prospektor, Mineralhändler, Autor und Erforscher des Thomas-Gebirges Maynard Bixby (1853–1935). Den Angaben der Erstbeschreiber Samuel Lewis Penfield (1856–1906) und H. W. Foote nach, die von Bixby einige Proben zur Identifikation erhielten, soll das Mineral nur sehr spärlich in ein oder zwei kleinen Gebieten am Rande der Wüste, etwa fünfunddreißig Meilen südwestlich von Simpson in Utah vorkommen.
Den Analysen zufolge zeigten die Kristalle eine kubische Symmetrie und die idealisierte Formel wurde mit FeMnO3 angegeben. Penfield und Foote gaben dem Mineral zu Ehren seines Entdeckers den Namen Bixbyit und veröffentlichten ihre Untersuchungsergebnisse sowie den gewählten Namen 1897 im Fachmagazin American Journal of Science.
Als genaue Typlokalität gilt die „Maynard’s Mine“ (auch Maynard’s Claim) an der Pismire North Fork etwa 800 m nordnordwestlich vom 1714 m hohen Berg Pismire Knolls in der Thomas Range im Juab County des US-Bundesstaates Utah.
Das Typmaterial wird in der mineralogischen Sammlung der Yale University in New Haven (Connecticut) unter der Sammlungs-Nr. 1.6369 aufbewahrt.

## Klassifikation
Bereits in der veralteten 8. Auflage der Mineralsystematik nach Strunz gehörte Bixbyit zur Klasse der „Oxide und Hydroxide“ und dort zur Abteilung (der Oxide mit) „M2O3- und verwandte Verbindungen“, wo er zusammen mit Avicennit die „Bixbyit-Reihe“ mit der System-Nr. IV/C.03 bildete.
Im zuletzt 2018 überarbeiteten und aktualisierten Lapis-Mineralienverzeichnis nach Stefan Weiß, das sich aus Rücksicht auf private Sammler und institutionelle Sammlungen noch nach dieser alten Form der Systematik von Karl Hugo Strunz richtet, erhielt das Mineral die System- und Mineral-Nr. IV/C.03-010. In der „Lapis-Systematik“ entspricht dies ebenfalls der Abteilung „Oxide mit dem Stoffmengenverhältnis Metall : Sauerstoff = 2 : 3 (M2O3 & Verwandte)“, wo Bixbyit zusammen mit Avicennit, Kangit, Panguit und Yttriait-(Y) die unbenannte Gruppe IV/C.03 bildet.
Die von der International Mineralogical Association (IMA) zuletzt 2009 aktualisierte 9. Auflage der Strunz’schen Mineralsystematik ordnet den Bixbyit in die erweiterte Abteilung der „Oxide mit dem Stoffmengenverhältnis Metall : Sauerstoff = 2 : 3, 3 : 5 und vergleichbare“. Diese ist zudem unterteilt nach der relativen Größe der beteiligten Kationen, so dass das Mineral entsprechend seiner Zusammensetzung in der Unterabteilung „Mit mittelgroßen Kationen“ zu finden ist, wo es zusammen mit Avicennit und Bixbyit-(Fe) die „Bixbyitgruppe“ mit der System-Nr. 4.CB.10 bildet.
Auch die Systematik der Minerale nach Dana ordnet den Bixbyit in die Klasse der „Oxide und Hydroxide“ und dort in die Abteilung der „Oxide“ ein. Hier ist er zusammen mit Maghemit in der unbenannten Gruppe 04.03.07 innerhalb der Unterabteilung „Einfache Oxide mit einer Kationenladung von 3+ (A2O3)“ zu finden.

## Kristallstruktur
Bixbyit-(Mn) kristallisiert in der kubischen Raumgruppe Ia3 (Raumgruppen-Nr. 206) mit dem Gitterparameter a = 9,41 Å sowie 16 Formeleinheiten pro Elementarzelle.
Die auch als Bixbyit-Struktur bekannte Kristallstruktur besteht aus MnO6-Oktaedern, die über gemeinsame Kanten zu wellenförmigen Ketten entlang der Hauptkristallachsen verbunden sind. Diese Ketten sind wiederum durch gemeinsame Ecken zu einem schachbrettartigen Rahmen verknüpft.

## Bildung und Fundorte

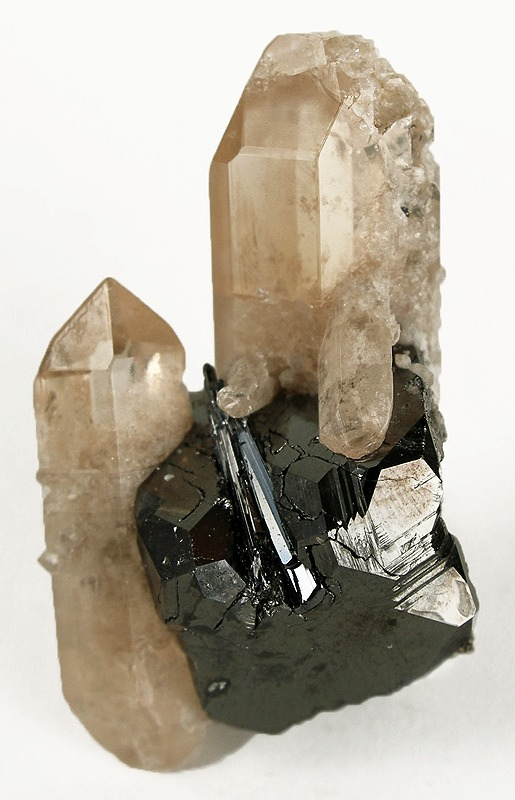
Kristallstufe mit Bixbyit und Topas aus Thomas Range, Juab County, Utah, USA

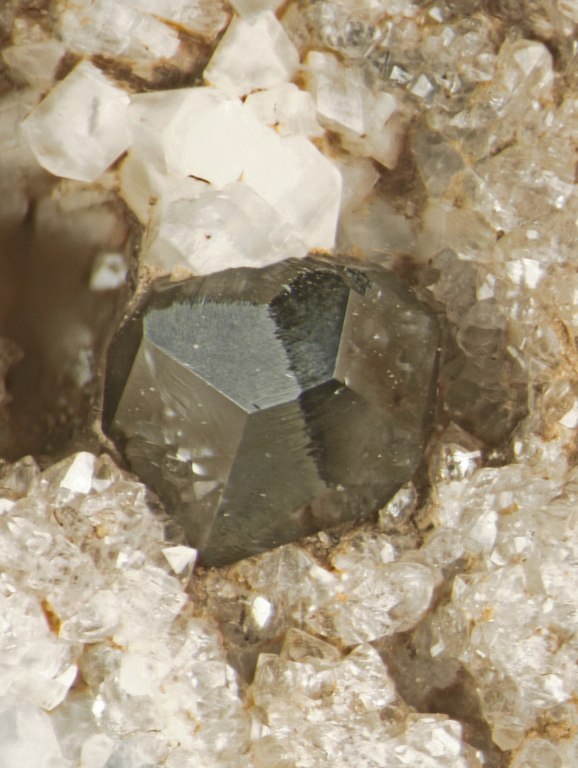
Perfekt entwickelter disdodekaedrischer Bixbyit aus den Wah Wah Mountains (Beaver County), Utah, USA

Bixbyite bilden sich entweder durch hydrothermale Vorgänge in Rhyolith-Kammern oder in metamorphen Manganerz-Lagerstätten.
Begleitminerale sind unter anderem Beryll, Braunit, Hämatit, Pseudobrookit, Quarz, Sanidin, Spessartin und Topas.
Bixbyite gehören zu den seltenen Mineralbildungen, die nur von wenigen Orten bekannt sind. Für Bixbyit-(Mn) sind weltweit bisher rund 120 Fundstätten dokumentiert (Stand 2022). Außer an seiner Typlokalität „Maynard's Mine“ im Juab County konnte das Mineral noch an mehreren Orten im US-Bundesstaat Utah sowie in Arizona, Arkansas, Nevada, New Mexico und Texas entdeckt werden.
In Deutschland wurde das Mineral in den Fahlenbacher Pingen und Stollen nahe Eisenbach, am Kesselberg bei Triberg im Schwarzwald und in der Grube Ferdinand bei Unterkirnach in Baden-Württemberg, im Rhyolith-Steinbruch „Fuchs“ an der Hartkoppe in Sailauf in Bayern sowie an mehreren Orten in der Vulkaneifel in Rheinland-Pfalz wie unter anderem am Ettringer Bellerberg, Feuerberg, Niveligsberg und Rothenberg gefunden.
In Österreich traten Bixbyite bisher im Gebiet um den Zirmsee in Kärnten, am Goldzechkopf in Salzburg sowie in der Umgebung von Unterweg (Gemeinde Navis) und auf der Dorferalm im Dorfertal (Gemeinde Prägraten am Großvenediger) in Tirol auf.
Weitere Fundorte liegen unter anderem in Afghanistan, Ägypten, Argentinien, Australien, Bolivien, Brasilien, der Volksrepublik China, in Frankreich, Indien, Iran, Italien, Japan, Mexiko, Namibia, Rumänien, Russland, Schweden, Simbabwe, Spanien, Südafrika, Tansania, der Türkei und im Vereinigten Königreich (Wales).